# Frans Gunnar Bengtsson
Frans Gunnar Bengtsson fue un escritor sueco, poeta, novelista y traductor. Nació el 4 de octubre de 1894 en el castillo Rössjöholm y murió el 19 de diciembre de 1954 en Ribbingfors en el municipio de Gullspångs. Bengtsson es conocido, sobre todo por su novela "Orm el Rojo", obra que transcurre durante el periodo vikingo y se publicó en dos partes en 1941 y 1945. Fue enterrado en el cementerio de Gullspång en Västergötland .

## Biografía
Bengtsson nació en la finca Rossjoholm en Tåssjö, cerca de Kristianstad, donde su padre Sven Bengtsson trabajaba como gerente. En 1930 se licenció en literatura por la Universidad de Lund. En 1939 se casó con Gerda Fineman, quien fue secretaria de la editorial que publicaba sus trabajos. Bengtsson murió en 1954 en Ribbingfors en el municipio Gullspångs.
Bengtsson comenzó su carrera como poeta y en 1923 publicó su primera colección de poesía que fue bien recibida por la crítica. Se dedicó después a escribir más ensayos. Sus amplios conocimientos históricos y literarios, junto con su estilística exquisita hacen sus ensayos obras de fácil lectura. Se interesaba particularmente por hombres de acción y consagró sus ensayos a personajes históricos como Cromwell, Carlos XII, Napoleón y el General Lee. Admiraba a pensadores como Schopenhauer y Gobineau.
Bengtsson también hizo algunas traducciones memorables, tales como Walden de Henry David Thoreau o el Paraíso Perdido de John Milton.
La obra más conocida de Bengtsson es Orm el Rojo y está considerada por los suecos como uno de los mejores libros en sueco del siglo XX.
Bengtsson fue igualmente un jugador de ajedrez sueco de buen nivel durante la época de la Primera Guerra Mundial, llegando a representar a Suecia en el Campeonato Nórdico de Ajedrez 1916 celebrado en Copenhague. Hay un torneo de ajedrez que se organiza en Lund cada año desde 1967 y que lleva su nombre. En 1994, se emitió en Suecia un sello con su efigie.

## Postura política
Bengtsson fue militar, sin embargo, no tenía ninguna simpatía por el nazismo. Una publicación Noruega durante la ocupación nazi de este país quiso  publicar "Orm el Rojo" con algunas supresiones y enmiendas, Bengtsson dirigió una carta al editor Ragnar Svanström: "No se va a quitar ni una coma ni un judío del libro con mi consentimiento [...] me niego a que se me traduzca al noruego mientras ciertos cretinos y mentecatos criminales no abandonen la actividad editorial en ese país, y preferiblemente cualquier otra actividad".

## Obra

### Poesía, ensayos y relatos
- Tärningkast (poesía, 1923)
- Legenden om Babel (poesía, 1925)
- Litteratörer och militärer (ensayo, 1929)
- Silversköldarna (ensayo, 1931)
- De långhåriga merovingerna (ensayo, 1933)
- Carlos XII: levnad (en "berättelse om kungens liv och verk", 2 band, 1935-36)
- Sällskap för en eremit (ensayo, 1939)
- Röde Orm (novela de aventuras).
  - Sjöfarare i västerled (Parte 1.ª, 1941) - Navegante en la ruta del oeste.
  - Hemma och i österled (Parte 2.ª, 1945)  - En casa y en la ruta del este.
    - Publicada en español como Orm el Rojo en diciembre de 2010. Traducción de Ivette Miravitllas Pous. ISBN 978-84-350-6068-4.
- För nöjes skull (ensayo, 1947)
- Dikter (1950) (innehåller Tärningskast, Legenden om Babel plus ett dussin tillkommande dikter))
- Den lustgård som jag minns (historia de la infancia del autor, 1953)
- Tankar i gröngräset (reedición de los ensayos anteriores, 1953)
- Samlade skrifter (10 volúmenes, 1950-55)

### Traducciones
- Skogsliv vid Walden (1924),  orig.: Walden de Henry David Thoreau (1854): el volumen tiene una introducción a Thoreau de 40 páginas escrita por el traductor.
- Det förlorade paradiset (1926),  orig.: El paraíso perdido de John Milton (1667)
- Juan i Amerika (1931),  orig.: Juan in America de Eric Linklater (1931)
- Männen från Ness (1933),  orig.: The Men of Ness de Eric Linklater (1932)
- Poeten på Pelikanen (1933),  orig.: Poet's pub de Eric Linklater (1929 )
- Magnus Merriman (1935),  orig.: Magnus Merriman de Eric Linklater (1934)
- Juan i Kina (1937),  orig.: Juan in China de Eric Linklater (1937)
- Kitty Foyle (1940),  orig.: Kitty Foyle de Christopher Morley (1939)
- Efter många somrar (1940),  orig.: After many a summer de Aldous Huxley (1939)
- Judas (1941),  orig.: Judas de Eric Linklater (1939)

## Premios y distinciones
- De Nios Stora Priss (1945)[8]
- Premio de la Academia Sueca (1938) por Carlos XII.